# Variante (échecs)
 (janvier 2025).
Si vous disposez d'ouvrages ou d'articles de référence ou si vous connaissez des sites web de qualité traitant du thème abordé ici, merci de compléter l'article en donnant les références utiles à sa vérifiabilité et en les liant à la section « Notes et références ».
Pour les articles homonymes, voir variante.
Ne doit pas être confondu avec Variante du jeu d'échecs.
- Dans le jeu d'échecs, on appelle variantes (en anglais variations (en)) les suites de coups qui peuvent survenir à partir d'une position donnée. En fonction du nombre de demi-coups calculés par un programme d'échecs, on quantifie la profondeur de calcul (en ply (théorie des jeux) (en)) du-dit programme. Un ply correspond ainsi à un niveau de l'arbre des variantes.
- Plus généralement, les joueurs qui commentent leur partie, analysent les variantes qu'ils avaient envisagées avant de se décider pour le coup qu'ils ont finalement joué. C'est ainsi que dans les parties commentées, et dans les ouvrages consacrés au jeu d'échecs, on peut lire des annotations sur des variantes qui auraient pu être jouées.
- On parle aussi des variantes d'une ouverture : à partir des coups fondateurs d'une ouverture, qui aboutissent à une position type, et à des branches fondamentales, on peut distinguer des variantes qui, à partir de cette position et en fonction des coups susceptibles d'être joués vont amener à des positions gagnantes ou perdantes ou équilibrées. Parfois, les variantes d'ouvertures portent le nom du champion qui a popularisé cette variante, on parlera par exemple de la variante Tarrasch de la défense française.

- Dans un problème d'échecs, après la clé d'un mat en deux coups ou après un coup d'un multi-coups, chaque défense des noirs mène quand même à un mat, ce qui forme les différentes variantes du problème.